# Хаџи
Хаџи (арап. الحجّي‎, грч. Χατζής) (титула) код хришћана онај који је ишао на поклоњење у Јерусалим; код муслимана онај који је ишао на поклоњење у Меку. Хаџи значи онај који је био на поклоњењу. С обзиром да је хришћанство настало у првом а ислам у  7. веку, први поклоници или хаџије у Јерусалиму су били хришћани. Касније у седмом веку Мухамедови следбеници стварају свој Јерусалем, односно Меку. Најстарије царство — Византија је имала своје ходочаснике, претежно Грке које су били Хаџи, након одласка у Свету земљу. Свети Кирил Јерусалимски говори да је ходочашће у Јерусалим ради поклоњења светим моштима почело за време апостола а о томе говори и Теодорит Кирски.
Да би добио титулу — хаџи — мора се отићи на ходочашће у Свету земљу, обићи тачно одређени број светиња, испунити седмодневни пост, причестити се у Јерусалиму, добити сагласност православног патријарха, патријаршије и свог духовника. У Јерусалимској патријаршији се добије и грамата, тј. једна врста потврде о поклоњењу Христовом гробу и осталим светињама Свете земље. Свако ко посети Јерусалим и поклони се светим местима добија титулу хаџи, тако да може додати хаџи испред свог имена, његови потомци испред свог презимена.